# Henri Biva
Henri Biva (23. ledna 1848, Paříž, Francie – 2. února 1929, Paříž, Francie) byl francouzský umělec, známý svými krajinomalbami a zátišími. Zaměřoval se především na západní předměstí Paříže, rád maloval v plenéru. Jeho styl se pohyboval mezi postimpresionismem a realismem se silnou naturalistickou složkou. Jeho obrazy se vyznačují složitými tahy a čistou paletou zalitou teplým přirozeným světlem (Biva věnoval velkou pozornost světelným efektům). Byl členem Société des Artistes Français a rytířem řádu čestné legie (Chevalier de la Légion d'Honneur).

## Životopis
Henri Biva se narodil na Montmartru na 18. rue du Vieux Chemin de Paris (rue Ravignan po roce 1867). Jeho oficiální datum narození je 23. ledna 1848. Vyrůstal v uměleckém prostředí, a to jak ve své vlastní rodině, tak v okolí. Malířem se stal také jeho mladší bratr Paul Biva (1851–1900), stejně jako syn Henriho Bivy Lucien Biva (1878–1965).

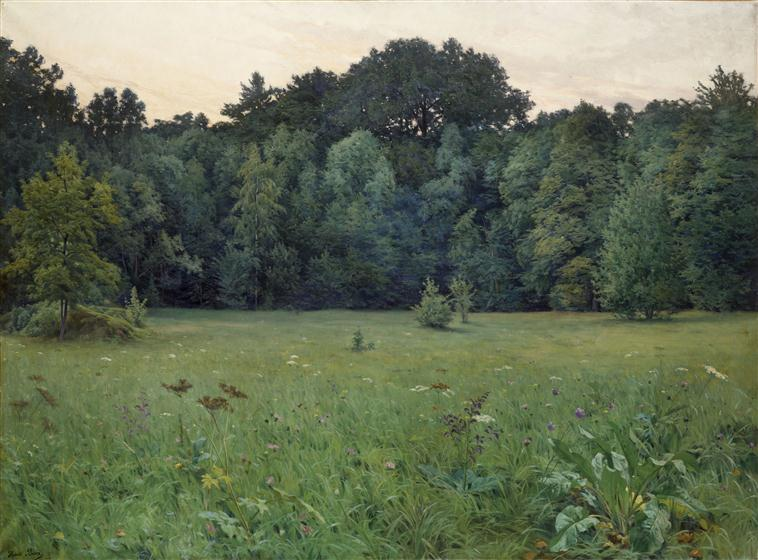
Henri Biva: Po západu slunce, 1901, olej na plátně, 142,5×193 cm, Musée Baron-Gérard (MAHB)

V roce 1873 studoval Biva na École des Beaux-Arts v Paříži, kde studovalo mnoho slavných evropských umělců. Mezi jeho učitele patřili Léon Tanzi (1846–1913), oceňovaný realistický malíř a Alexandre Nozal (1852–1929), respektovaný krajinář, který přešel od impresionismu k postimpresionismu. Na obrazech Bivy lze spatřit stopy obou učitelů. Studoval na l'Académie Julian s Williamem-Adolphe Bouguereauem, Jean-Josephem Benjamin-Constantem a Julesem Josephem Lefebvrem Tito umělci ovlivnili styl práce Henriho Biva a také mu pomohli zařadit se mezi uměleckou elitu.
Během druhé poloviny 70. let 19. století Henri Biva vystavoval své práce na pařížském Salonu.
Těšil se dostatečnému komerčnímu úspěchu, svým uměním se uživil.

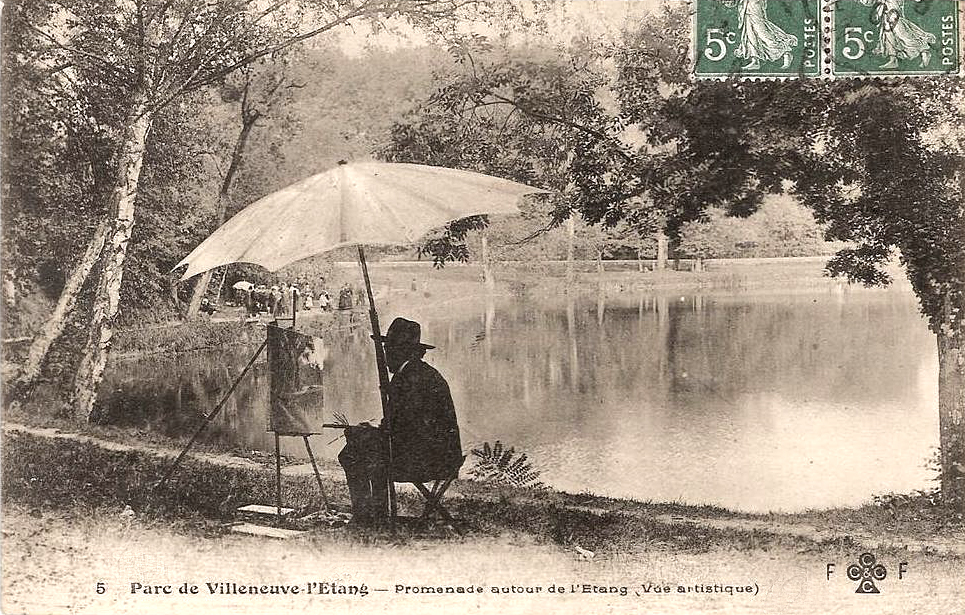
Malíř na Villeneuve l'Etangn

### Malířská kariéra

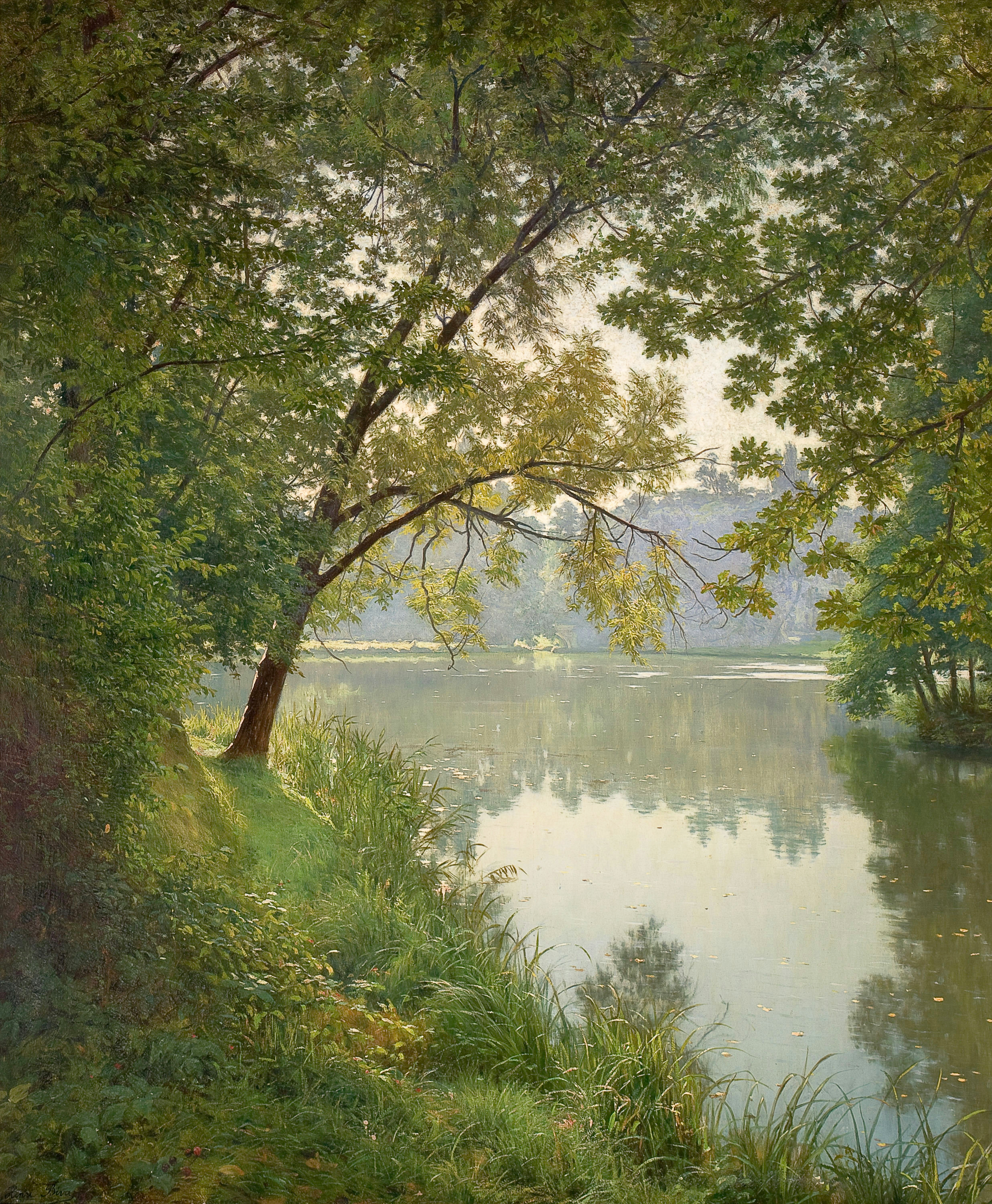
Henri Biva: Ráno na Villeneuve, kolem 1905, olej na plátně, 153.7×127 cm, Villeneuve l'Etang, Marnes-la-Coquette (Seine-et-Oise), Francie, soukr. sbírka

Na Salonu v roce 1879 (který byl otevřen 12. května v Paříži v Palais des Champs-Élysées) vystavil Biva dva obrazy:Les roses du parc (Růže v parku) a Pavillon d'été du Chateau de Villeneuve-l'Étang (Letní pavilon Chateau de Villeneuve-l'Étang), katalogové číslo 293 a 294.
Janet Whitmore napsala o práci Bivy (platí to pro mnoho jeho obrazů):
„Stejně jako malíři krajináři jako Jules Bastien-Lepage nebo Rosa Bonheur, je v Bivově práci výrazná hmatová kvalita, zaměřená na tvary, barvy a formy malých rostlin, proudu řeky či na hladký šedý povrch kmenů stromů.

Stejně důležitý pro umělecký trh v 19. století nabízel tento typ krajinomalby intimní pohled na konkrétní francouzskou přírodu, připomínku dnů strávených na francouzském venkově nebo možná v rozsáhlých lesních rezervacích obklopujících Paříž. Obrazy spíše nevykazují žádné důkazy o lidské činnosti, s výjimkou pohledu na příležitostného rybáře spícího u řeky.“ 
 Janet Whitmore
Svým stylem pohybujícím se mezi postimpresionismem a realismem, s výrazným důrazem na přírodu - viditelným ve Villeneuve-l'Étang (večer) a Après le coucher du soleil - si obrazy Henriho Bivy získaly popularitu mezi soukromými sběrateli a veřejnými institucemi.
„Ačkoli se zdá, že kariéra Bivy v 80. letech 19. století stoupala“, píše Janet Whitmore, „získal si zvláštní uznání i v 90. letech 20. století, počínaje jeho prvním čestným uznáním na Salon des artistes français v roce 1892, kdy jeho práce malíře krajin a květin byla zvláště ceněna. O tři roky později, v roce 1895, obdržel medaili třetí třídy a v roce 1896 medaili druhé třídy. S tímto zavedeným třetím oceněním již nebyl povinen předkládat svou práci k posouzení porotě k přijetí, ale místo toho byla zaručena automatická pozice na Salonu.
Janet Whitmore
V roce 1886 vystavoval Biva na výstavě "Internationale de Blanc et Noir" pořádané v Louvre v Paříži od 20. března do 20. dubna 1886 tři práce. Na výstavě Universelle (1900) byl oceněn bronzovou medailí. Vzbudil velkou pozornost sběratelů a soukromých zájemců. Jeho učitel Alexandre Nozal získal stříbrnou medaili.
Na doporučení ministerstva z 11. srpna 1900 byl Biva vyznamenán Řádem čestné legie
Ocenění stimulovalo jeho další komerční úspěch v letech před první světovou válkou. Po válce už nebyl tak komerčně úspěšný, přesto i ve 20. letech 20. století vystavoval své obrazy.
Biva vystavoval svůj obraz na Salons des Artistes Francais v Paříži v letech 1900, 1903, 1904 a 1905. V roce 1923 byl Henri Biva zvolen viceprezidentem Salon d'Hiver (Zimní Salon), založeného v roce 1897, první výstava 1904.
Biva pokračoval v Paříži na pravidelných výstavách, kromě přestávky během první světové války (většina Salonů byla v letech 1914-1918 uzavřena). Mezi zdokumentované výstavy, terých se Biva účastnil patří: Salon 1905, Salon 1906, Salon 1908 (Société Lyonnaise des Beaux-Arts), Salon 1909, Salon des Artistes Français 1910, Salon d'Hiver 1910, Salon 1911, Salon d'Hiver 1911, Salon des Artistes Français 1912, Salon 1919, Salon 1921, Salon d'Hiver 1923, Le Salon 1928 Grand Palais des Champs-Elysées, Société des Artistes Français (rok před jeho smrtí).
Podle jeho úmrtního listu(avis de décès) Biva zemřel 2. února 1929 ve svém domě v Paříži, 72 rue du Château-d'Eau.

### Galerie

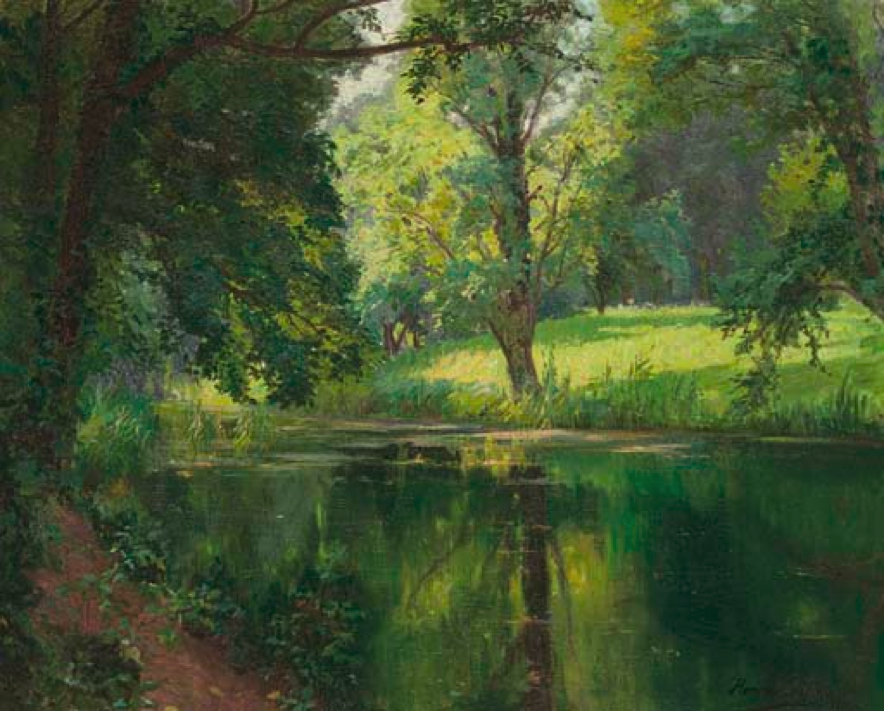
Klid u řeky, podpis vlevo dole, olej na plátně, 50 x 61 cm
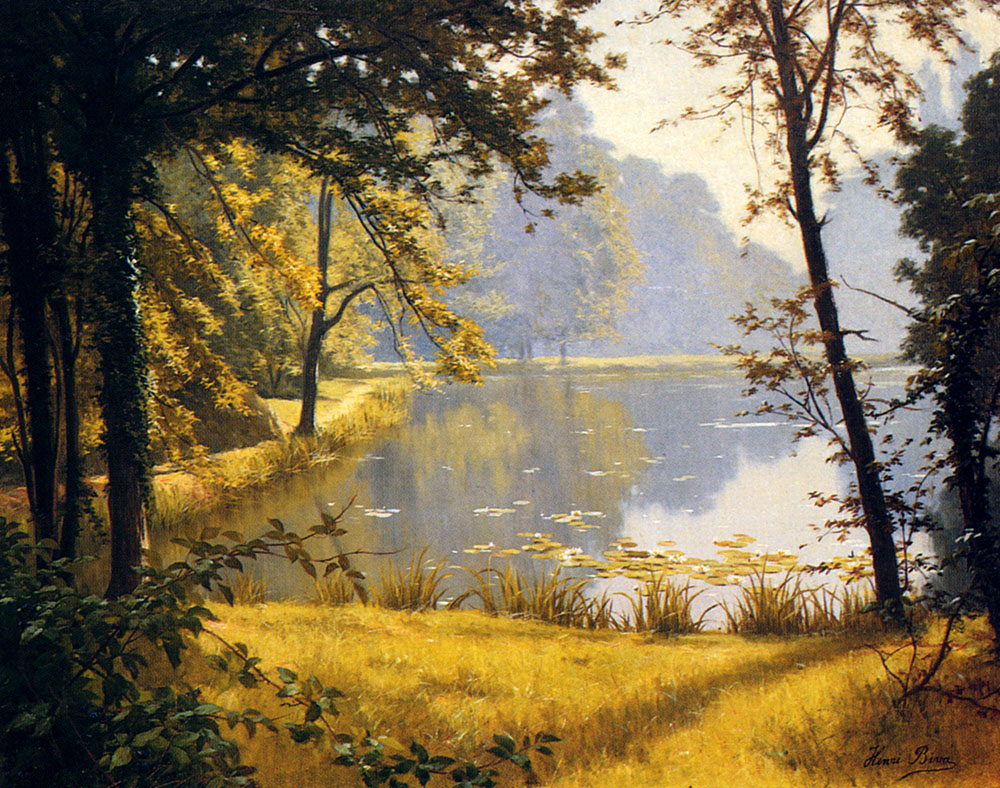
A Lily Pond, olej na plátně, 91,4 x 73,7 cm (36 x 29 in), soukr. sbírka
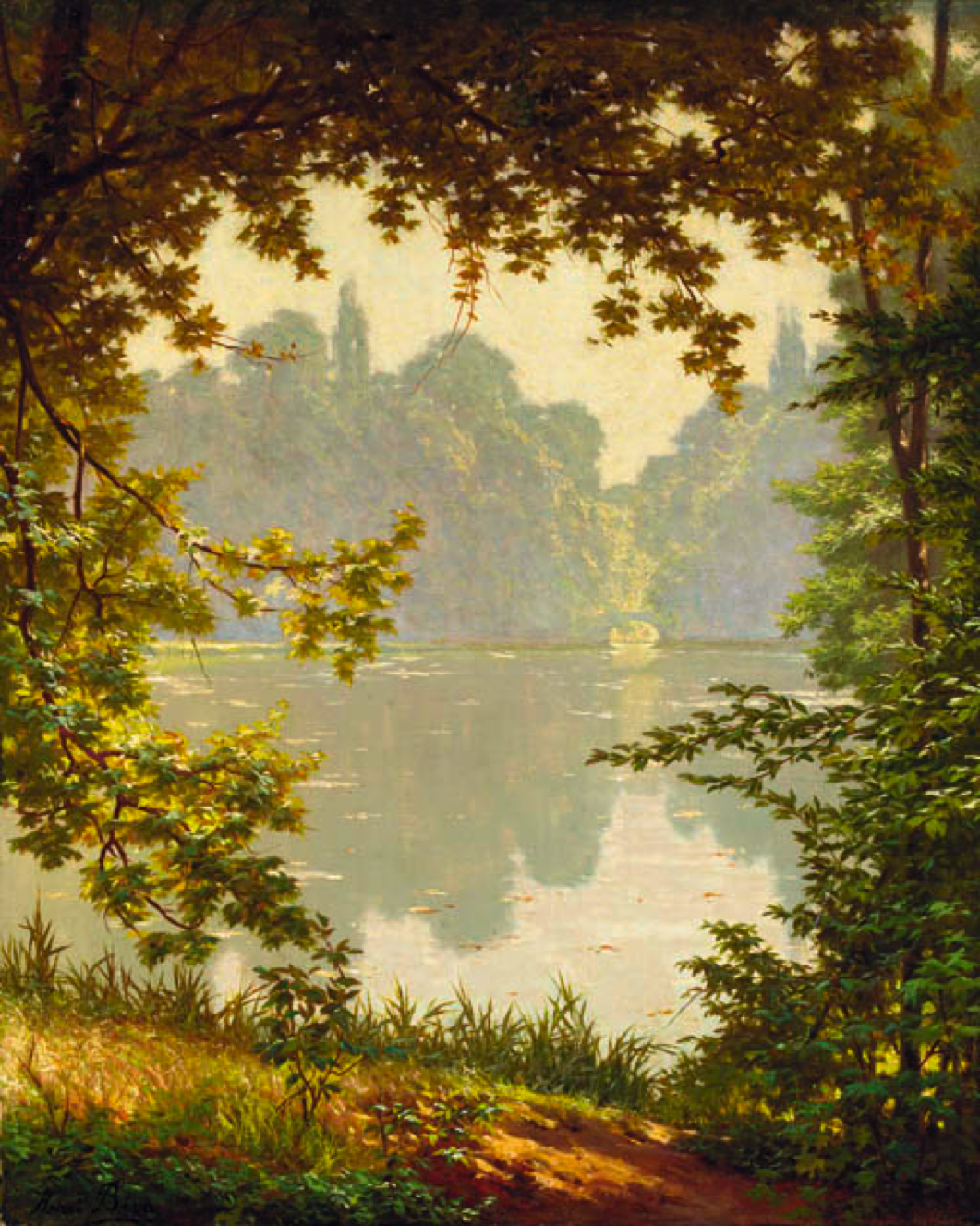
Letní jezero, olej na plátně, 73 x 60,3 cm
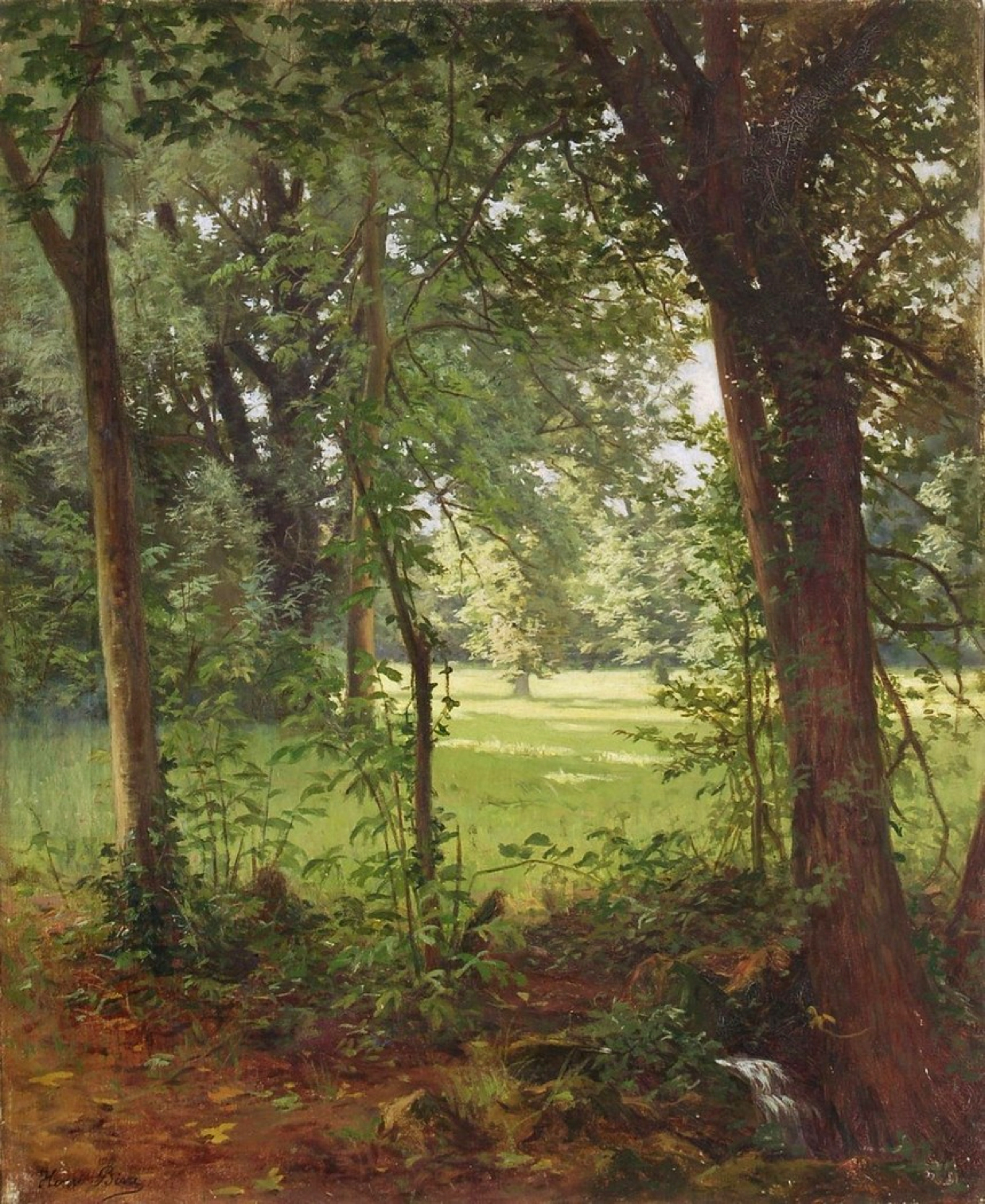
Jarní les, olej na plátně, 73 x 60 cm
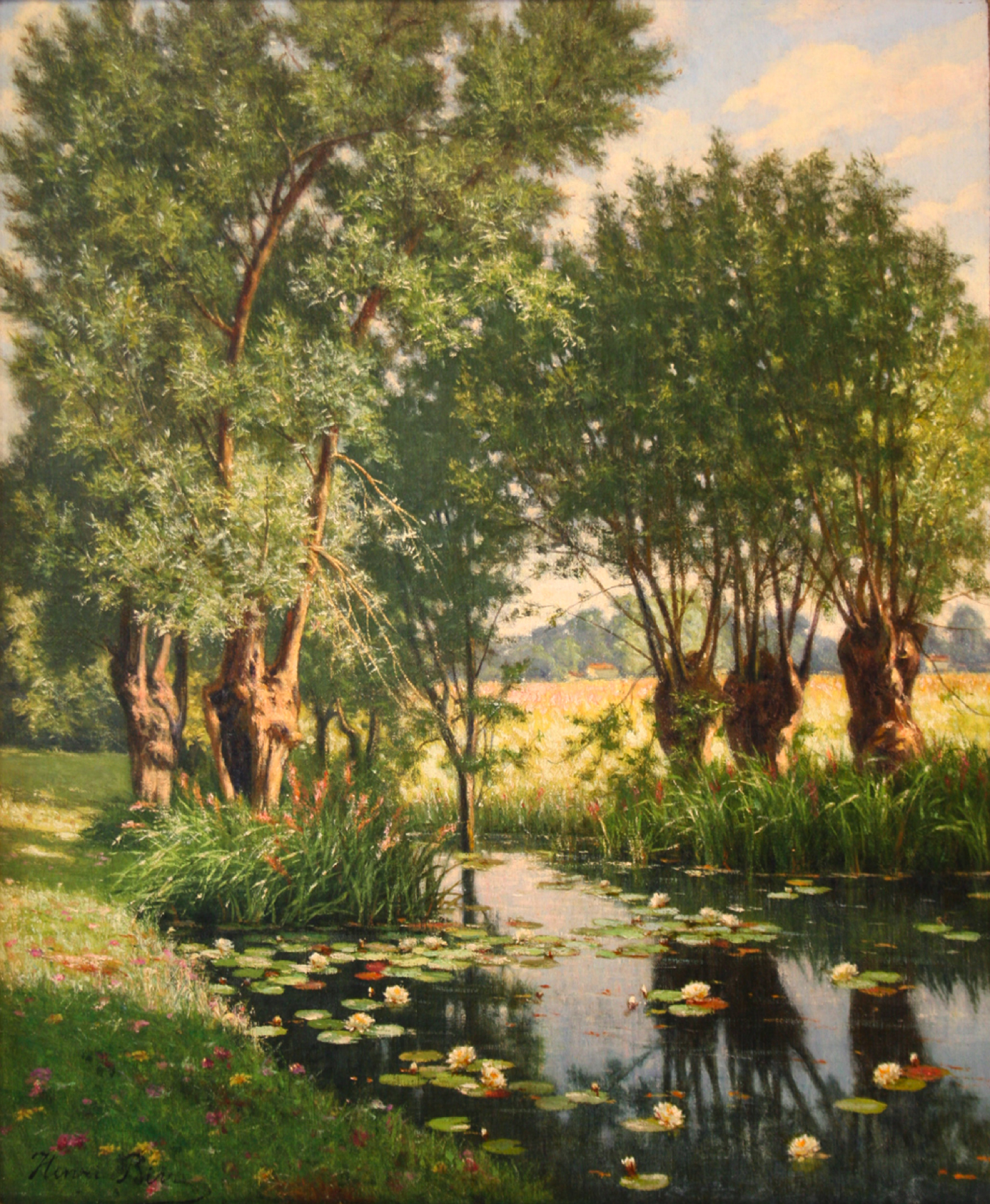
Jarní řeka s vrbami a lekníny, olej na plátně, 60 x 49 cm
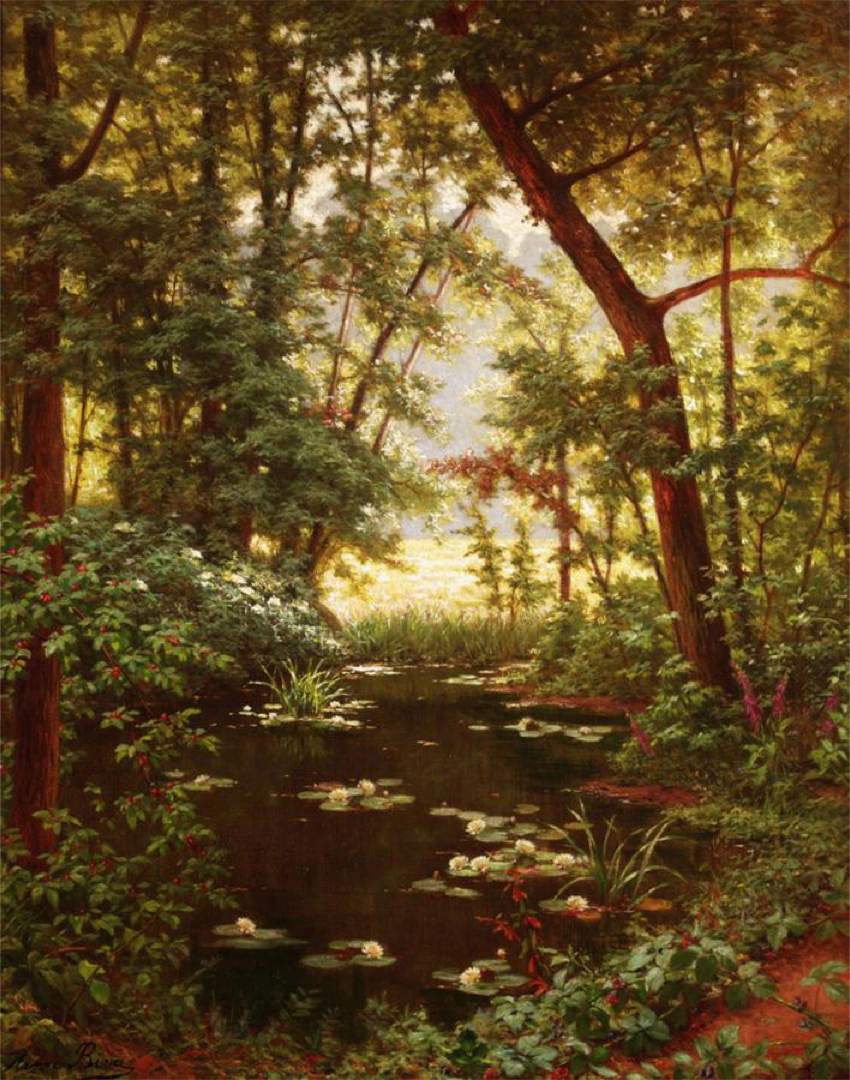
Les Nénuphar (Lekníny), olej na plátně, 82 x 65 cm
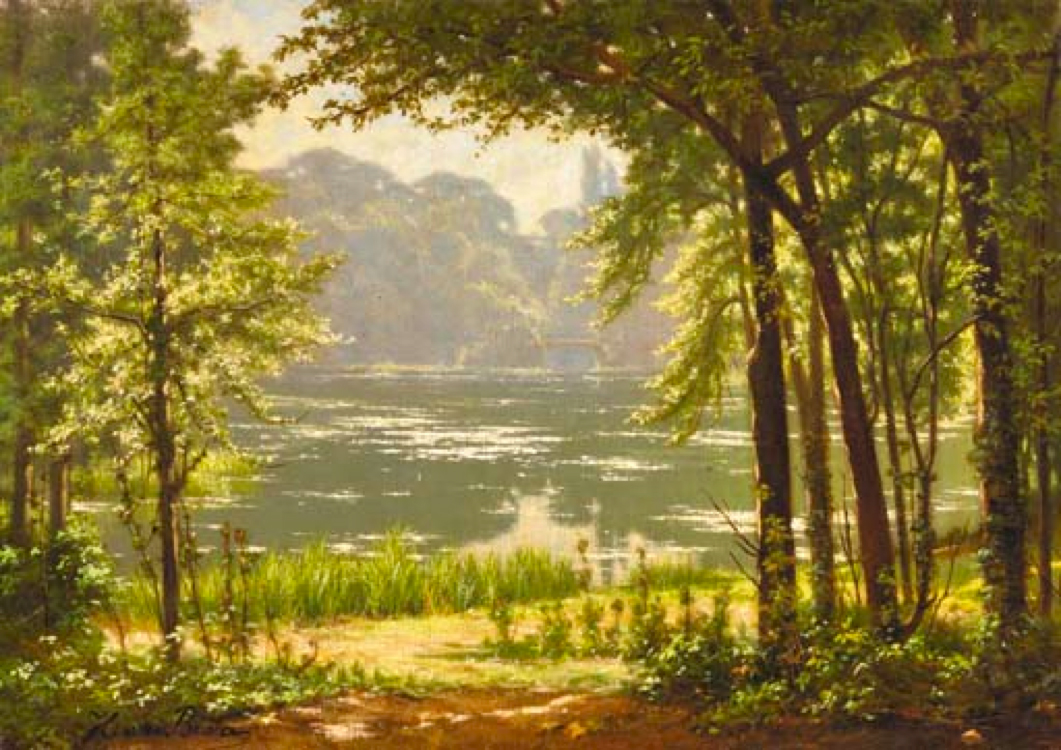
Slunce na řece, olej na plátně, 46 x 65.1 cm
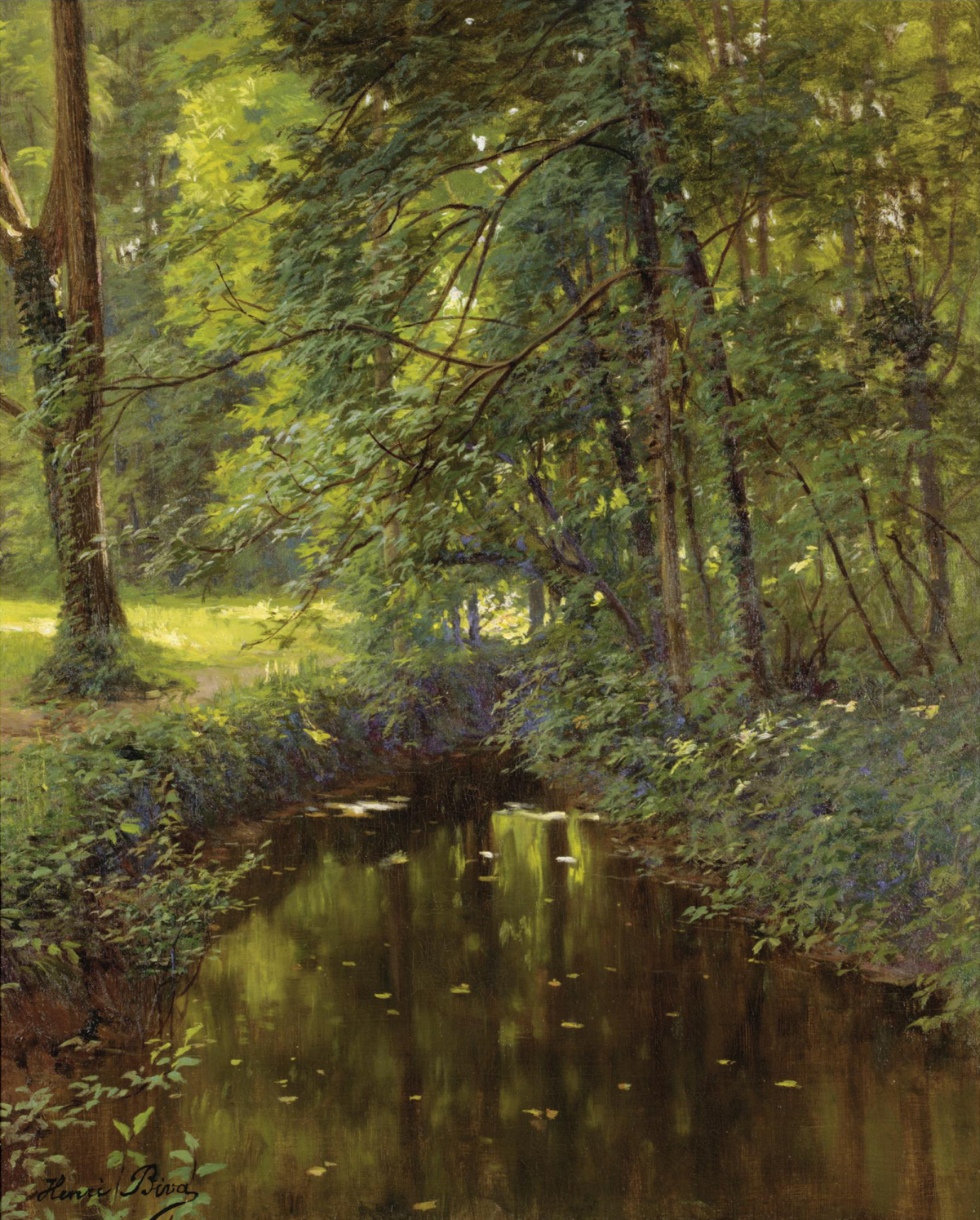
La Rivère, olej na plátně, 61,5 x 50,5 cm
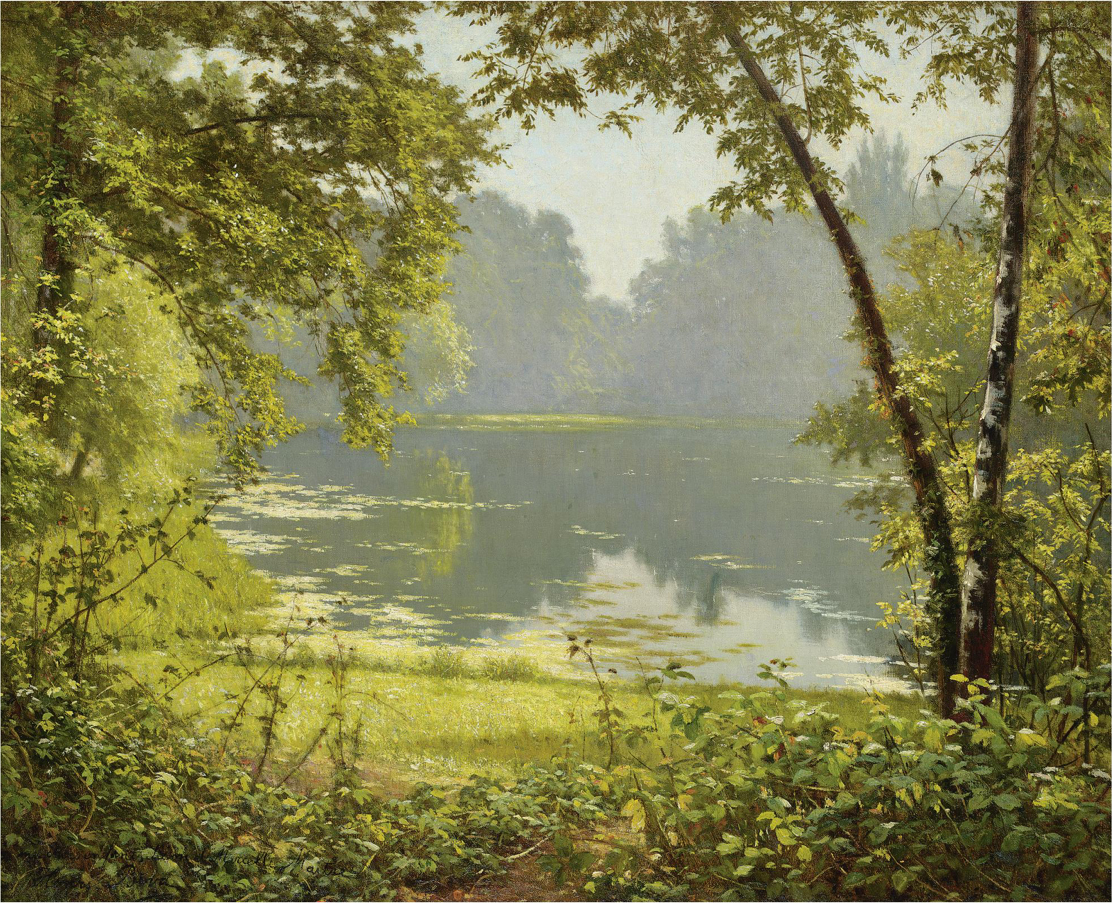
Klid, olej na plátně, 61 x 74 cm, Podepsáno a věnováno „mým drahým dětem Lisonovi a Marcelle Maitre, Henri Biva"
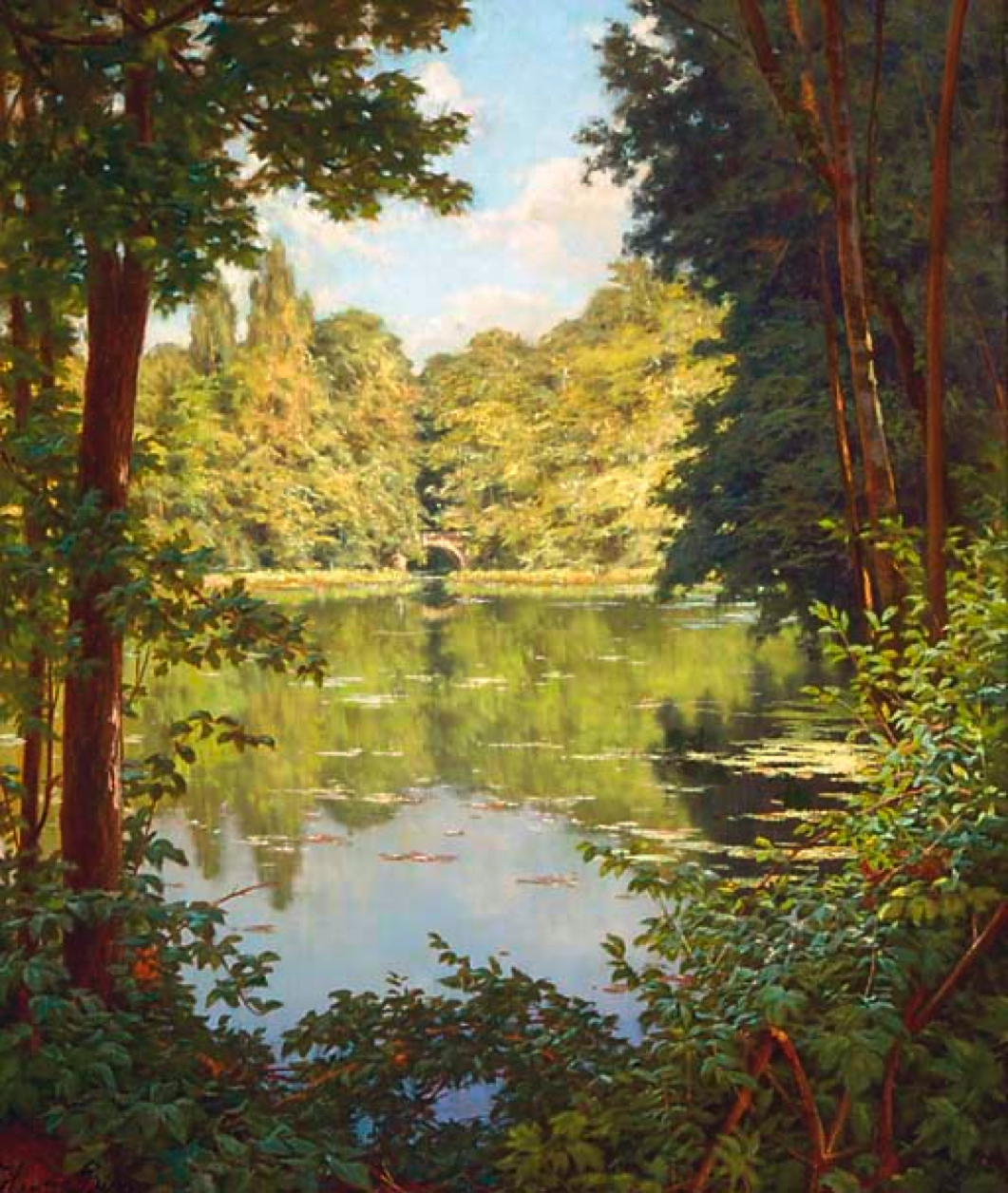
Slunce na řece, olej na plátně, 64,8 x 54 cm
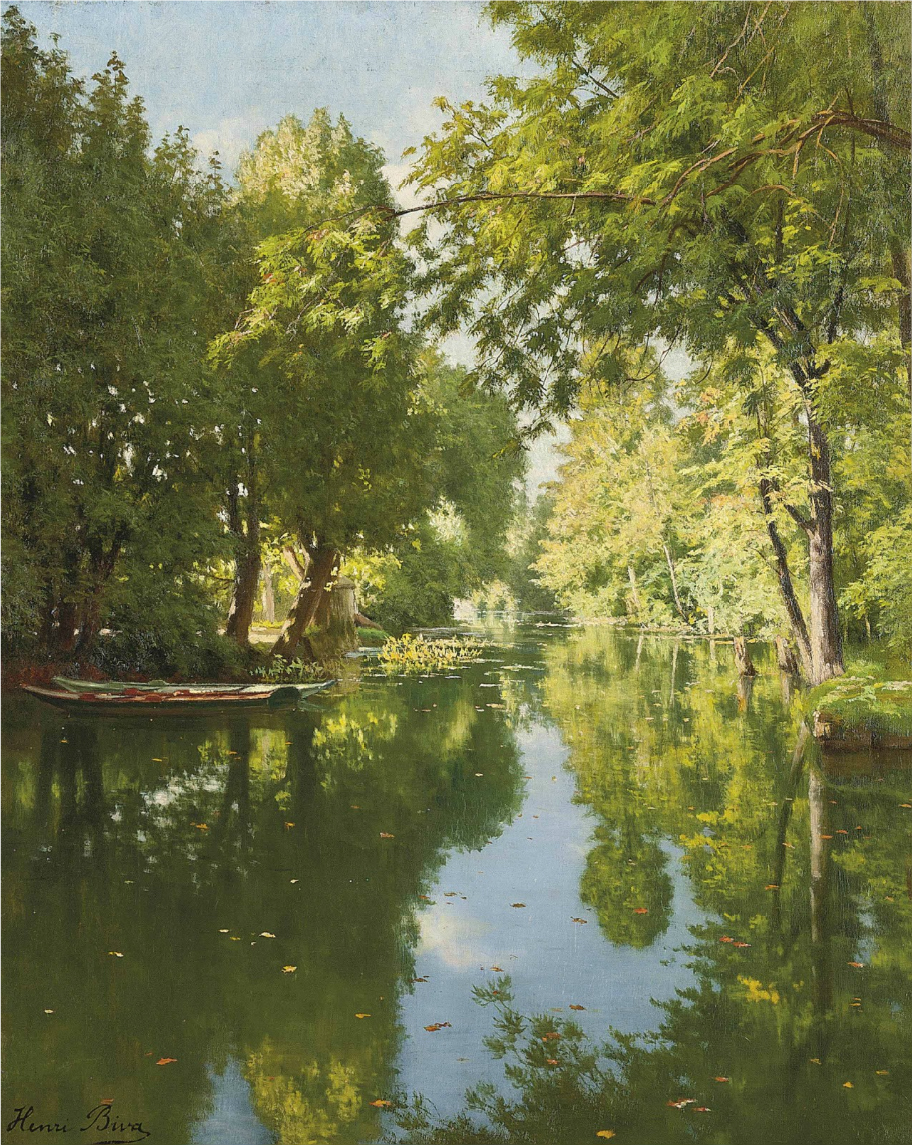
Pramice na klidné vodě, olej na plátně, 61 x 50 cm
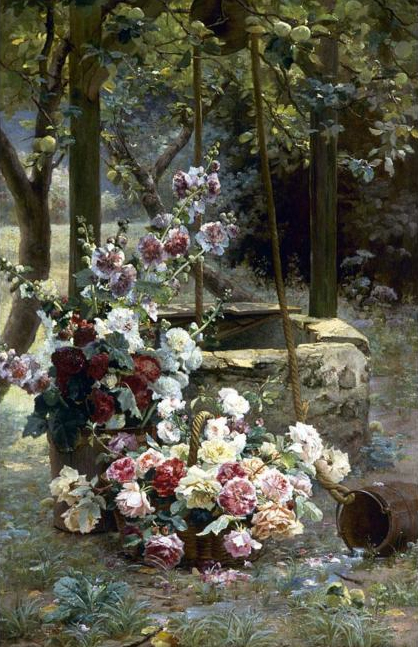
Fleurs près d'un puits (Květiny u studny), olej na plátně, 181 x 118,10 cm
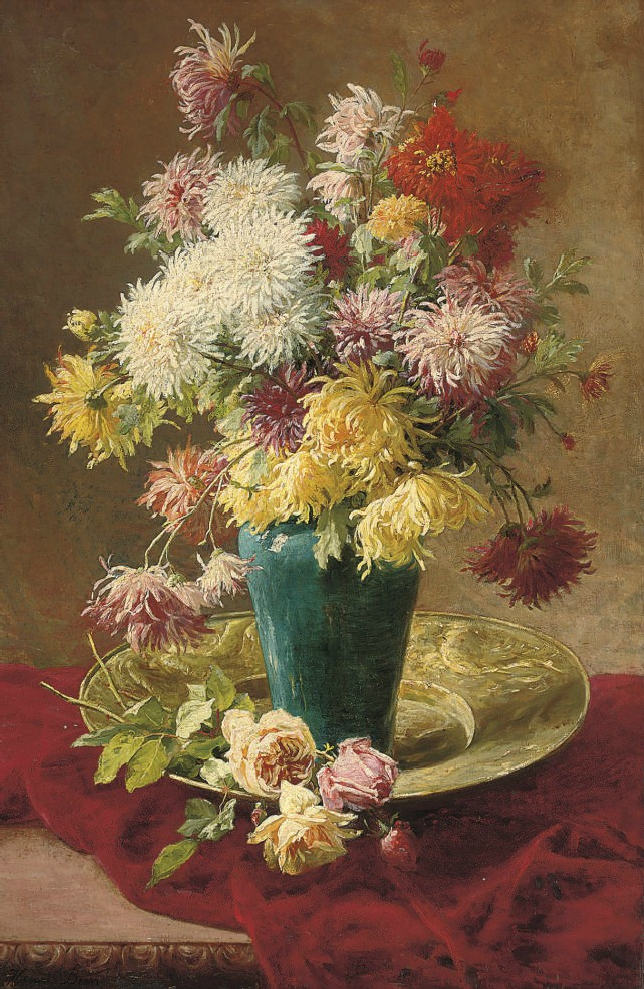
Chrysanthemums and roses in a vase on a salver (Chryzantémy a růže), olej na plátně, 122 x 77,8 cm
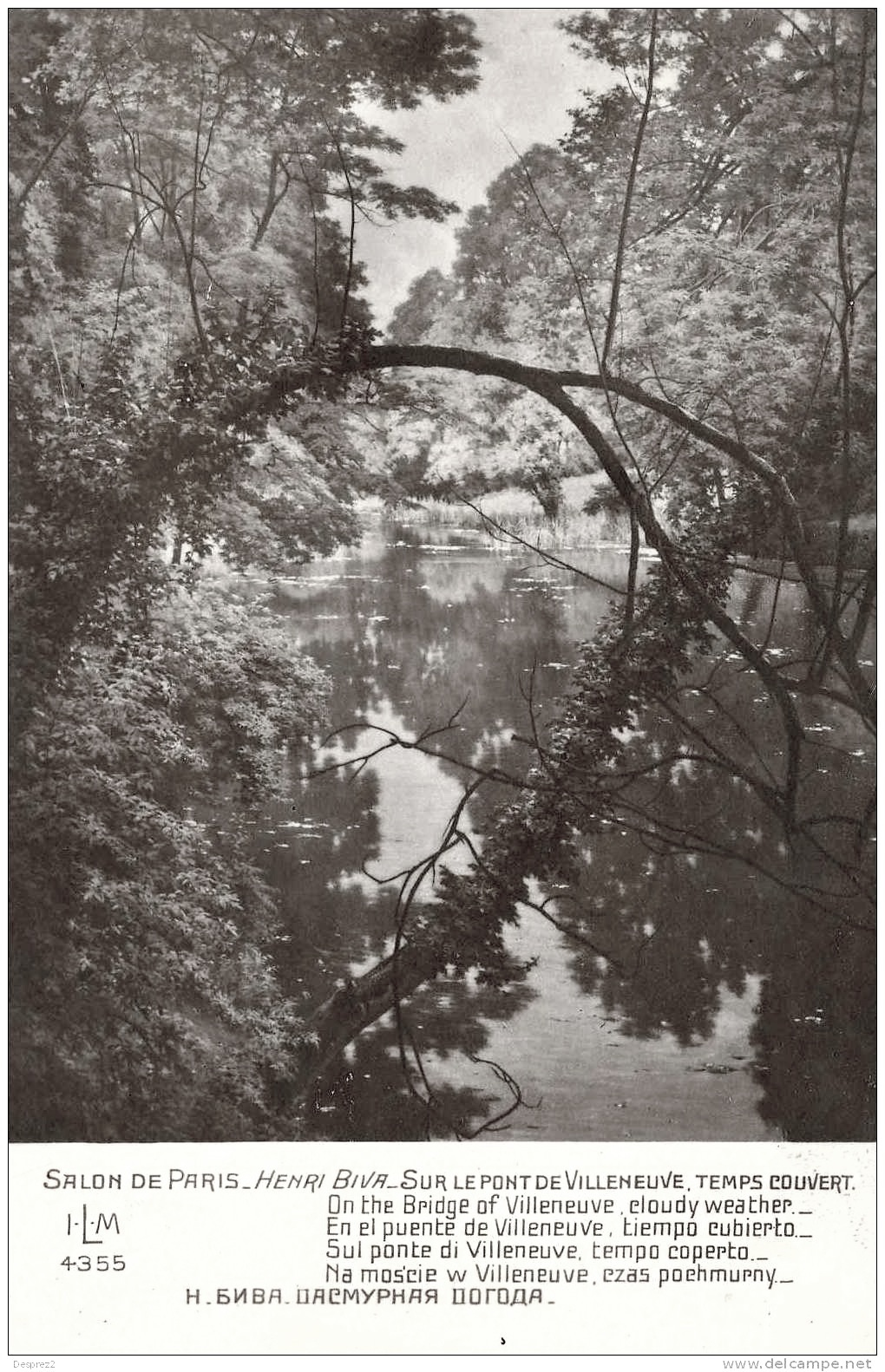
Sur le Pont de Villeneuve, Temps couvert (Most Villeneuve, zataženo) před 1914. Pohlednice pro Salon de Paris, 1914, Marnes-la-Coquette (Seine-et-Oise), Francie
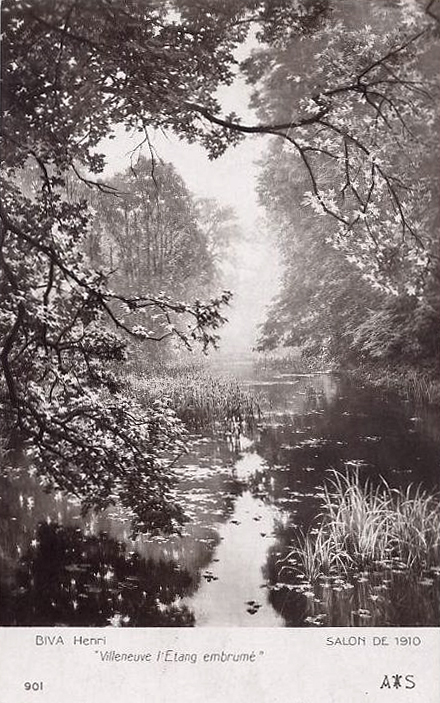
Le Matin embrumé à Villeneuve-l'Etang (Mlhavé ráno ve Villeneuve-l'Etang), Pohlednice pro Salon de Paris, 1910
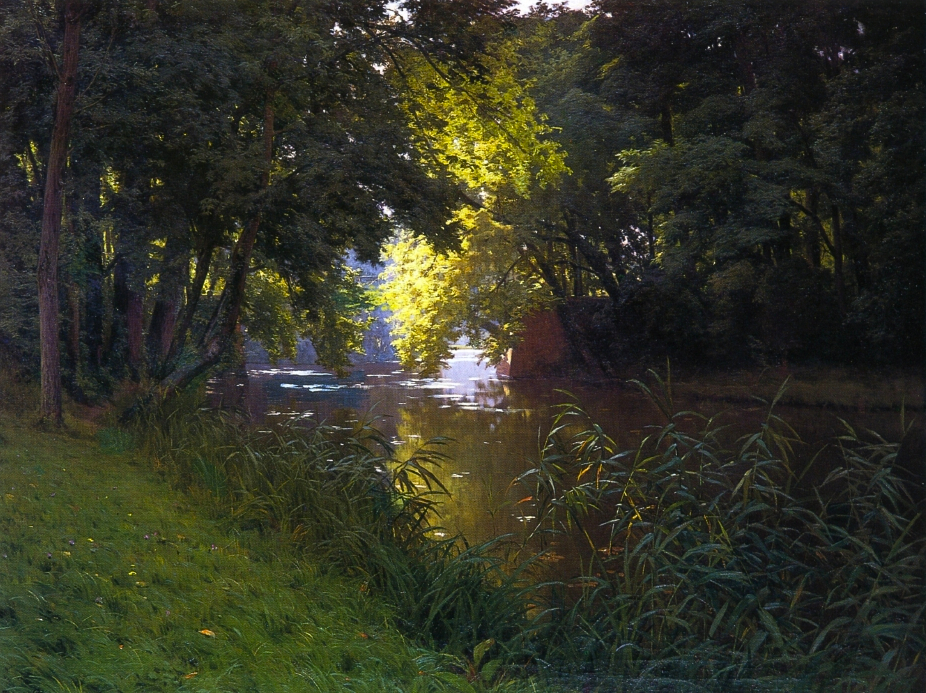
U řeky, olej na plátně, 122 x 162 cm
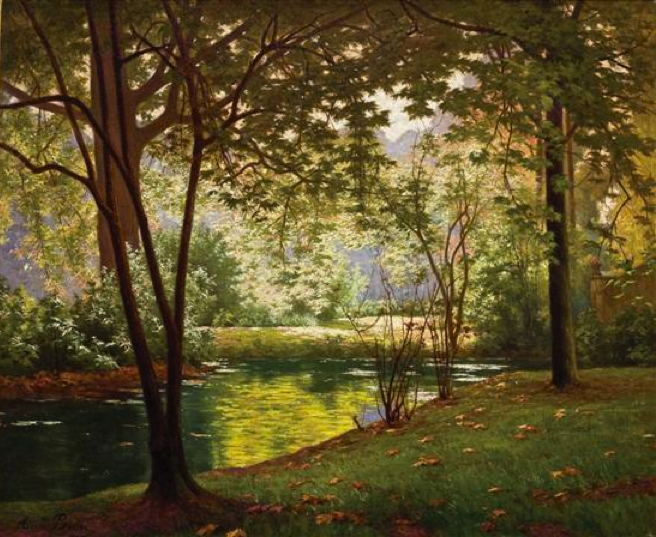
Slunce na pobřeží, olej na pláně, 53,3 x 59,7 cm